# Gamlitz
Gamlitz (słoweń. Gomilica) – gmina targowa w Austrii, w kraju związkowym Styria, w powiecie Leibnitz. Liczy 3235 mieszkańców (1 stycznia 2015).